# اللجنة الوطنية لطلبة الطب وطب الأسنان والصيدلة بالمغرب

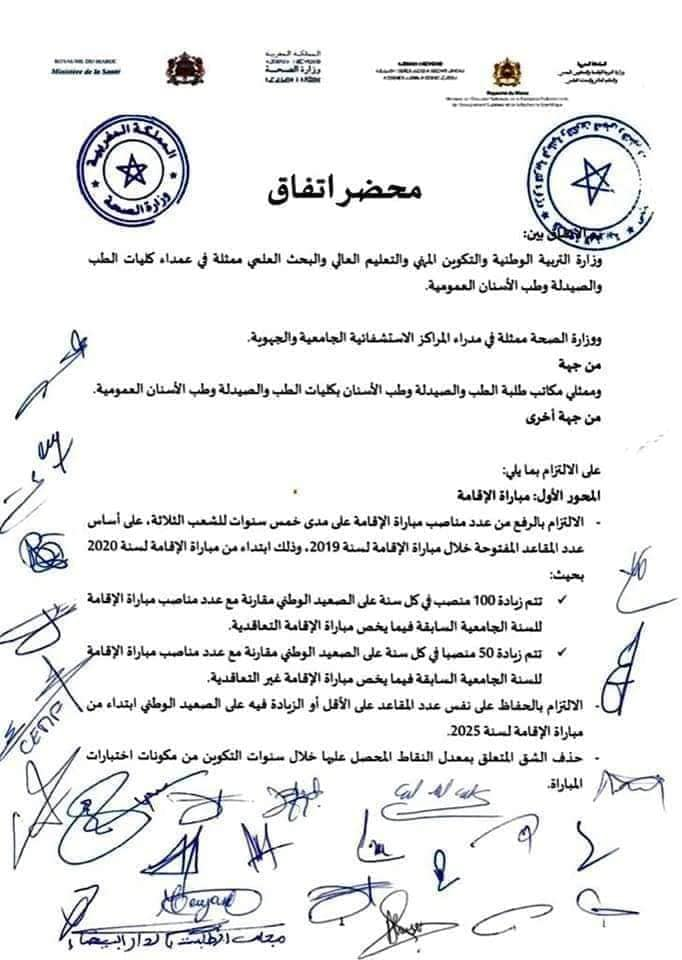
محضر اتفاق 28 غشت 2018 وقعته اللجنة الوطنية والوزارتين.

اللجنة الوطنية لطلبة الطب وطب الأسنان والصيدلة في المغرب (CNEM أو CNEMEP) هي منظمة وطنية هدفها العمل من أجل تمثيل والدفاع عن المصلحة المشتركة لطلاب الطب وطب الأسنان والصيدلة والتي تنسق بين مكاتب الطلبة على مستوى كليات الطب والصيدلة وطب الأسنان العمومية.
تقدم اللجنة الوطنية نفسها، منذ إنشاؤها في عام 2011، على أنها مستقلة عن كل تنظيم سياسي، ديني أو إيديولوجي. وهي تضم 11 مكتب طلبة مكتبًا طلابيًا محليًا تمثيليًا، يدير اللجنة الوطنية من خلال مكتب مركزي، ويصوت على قراراتها ويترشح لانتخاباتها. وبذلك تمثل اللجنة أكثر من 22 000 طالب طب وطب أسنان وصيدلة عبر ربوع المملكة المغربية.

## أهم الأحداث الرئيسية

### اتفاق 28 غشت 2019

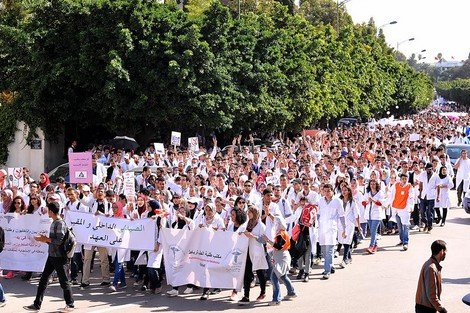
مسيرة لطلبة الطب وطب الأسنان والصيدلة ، احتجاجا في مدينة الرباط

بدعوة من وزير الصحة خالد أيت طالب ووزير التربية الوطنية والتكوين المهني والتعليم العالي والبحث العلمي سعيد أمزازي آنذاك، عقد اجتماع بمقر وزارة الصحة لدراسة النقاط العالقة من محضر الاتفاق الموقع في 28 غشت 2019  بين الوزارتين واللجنة الوطنية، من خلال ممثليها بعد عدة أشهر من الإضراب، ,.

### الملف المطالب
بعد مرور أكثر من عامين على توقيع هذه المحضر، لم تتحقق بعد عدة نقاط، إذ تطلب اللجنة تكريس فترة ما بعد كوفيد -19 للاهتمام بالنظام الصحي في المغرب و «الاستماع» لمطالب الأطباء وطلاب الأطباء والممرضين الذين ابتعدوا عن عائلاتهم وأحبائهم طوال هذه الأزمة الصحية، وانضموا إلى زخم التضامن الوطني لمواجهة هذا الوضع الاستثنائي.
ومن ثم تدعي هذه اللجنة إلى «زيادة الميزانية المخصصة للمستشفيات العمومية وكليات الطب، وتعزيز هذه الكليات من خلال دعمها لتكون مواكبة للتقدم العالمي في التكوين الطبي وبالتالي تكون قادرة على إعطاء الأولوية لمصلحة المواطن المغربي فوق أي اعتبار.».
في هذا السياق، تدعو اللجنة الوطنية CNEMEP الحكومة إلى «عقد جلسات وطنية تنظيرية وعملية حول قطاع الصحة في المغرب والتكوين الطبي، من خلال إشراك جميع الأطراف المعنية لمقارنة وجهات النظر حول القضايا التي تؤثر على القطاع وكذا لوضع خارطة طريق بناءة».

## نظام العمل الداخلي
تعمل اللجنة الوطنية وفقًا لنظام تصاعدي: يتم تمثيل الطلاب من قبل مكتبهم المحلي داخل اللجنة، التي يسيرها مكتب مركزي، مكون من منسق وطني وكاتب عام وطني، ونوابهم إذا اقتضى الأمر، ومسؤولون عن الملفات المطلبية لكل مسلك، كذا مسؤولون عن التواصل وعن اللوجستيك.
تكرر اللجنة انفتاحها على المناقشات الجادة والمسؤولة مع الوزارتين المسؤولتين، من أجل تحسين جودة التدريب والطب في المغرب.